# Бенкен, Роберт
Ро́берт Лу́ис Бе́нкен (англ. Robert Louis "Bob" Behnken; род. 1970) — американский астронавт НАСА, полковник ВВС (на 2009 год). Участник двух полётов на «Спейс шаттл» — STS-123 и STS-130. Пилот миссии SpaceX DM-2.

## Детство
Родился 28 июля 1970 года в городе Крив-Коэр (Creve Coeur), штат Миссури, но своим родным считает город Сент-Энн (St. Ann) в том же штате.

## Образование
- 1988 год — окончил среднюю школу (Pattonville High School) в Мэриленд-Хайтс (Maryland Heights) в Миссури.
- 1992 год — получил степень бакалавра (физика и машиностроение) в Вашингтонском университете.
- 1993 год — получил степень магистра (машиностроение) в Калифорнийском технологическом институте.
- 1997 год — получил степень доктора (машиностроение) в том же институте.

## Профессиональная деятельность
Его аспирантура была посвящена исследованиям нелинейных регуляторов. Темой его диссертации было применение нелинейных регуляторов для стабилизации частоты вращения двигателей компрессоров с асимметричным потоком. Работа включала разработку программного обеспечения и оборудования. Во время учёбы в аспирантуре разработал и внедрил программное обеспечение и аппаратные средства для контроля и управления автоматизированных манипуляторов.

## Военная служба

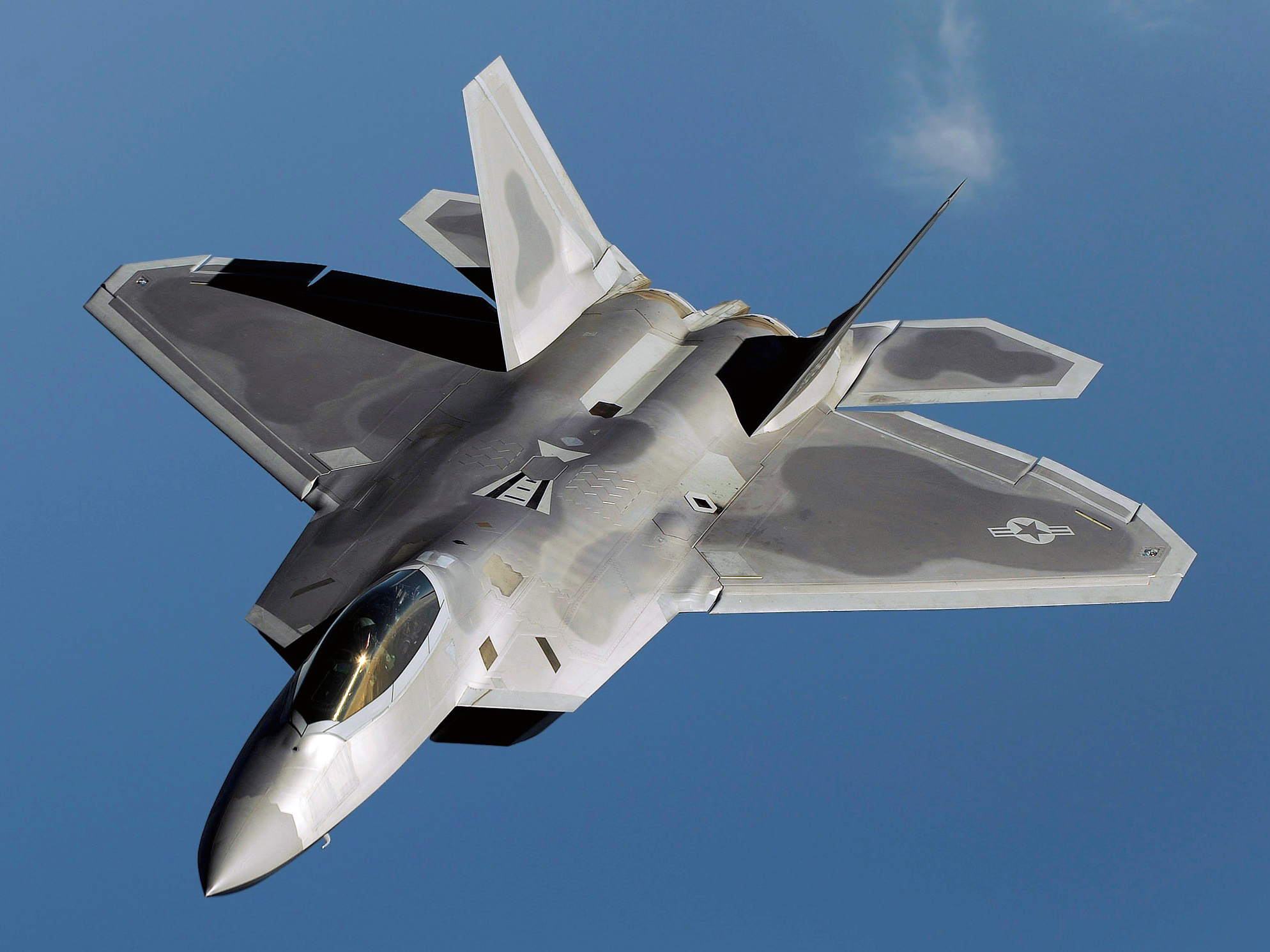
Истребитель F-22.

- Прошел обучение по программе подготовки офицеров резерва (ROTC — Reserve Officiers' Training Corps) в Вашингтонском университете в Сент-Луисе (Vashington University in St. Louise).
- С 1997 года служил на базе ВВС Эглин (Eglin AFB) во Флориде в качестве технического директора и инженера-разработчика новых систем боекомплектов.
- В 1998 году окончил школу лётчиков-испытателей ВВС США (Air Forse Test Pilot School) на авиабазе Эдвардс (Edvards AFB) в Калифорнии (как инженер-испытатель).

После окончания продолжал службу на авиабазе Эдвардс, где участвовал в смешанных испытаниях многоцелевого истребителя F-22. Был назначен главным инженером-испытателем истребителя F-22 Raptor № 4004. В его обязанности входило планирование полётов, проведение испытательных полётов и разрабатывание требований к диспетчерской службе. Выполнял полёты на F-15 и F-16 по программе лётных испытаний F-22.

## Воинские звания
- 2000 год — капитан ВВС.
- 2006 год — майор ВВС.
- 2009 год — подполковник ВВС.

## Космическая подготовка
- 2000 год — 26 июля отобран в качестве кандидата в астронавты, 18-й набор НАСА (для подготовки в качестве специалиста полёта). Прошёл курс общекосмической подготовки (ОКП). Закончив его, получил квалификацию специалиста полёта и назначение в отделение управления станцией отдела астронавтов (Astronaut Office Station Operations Branch).

- 2007 год — 29 января официально назначен специалистом полёта в экипаж шаттла Индевор STS-123, полёт которого был намечен на декабрь 2007 года. В ходе этой миссии на Международную космическую станцию планировалось доставить японский модуль Кибо.

- 2018 год — в августе назначен на первый тестовый полет SpX-DM2 КК SpaceX Crew Dragon.[3]

## Полёты в космос
- STS-123 — Индевор (шаттл) 11—27 марта 2008 года, в качестве специалиста полёта-1. Совершил три выхода в открытый космос 18, 20 и 22 марта, продолжительностью 6 часов 54 минуты, 6 часов 24 минуты и 6 часов 2 минуты. Продолжительность полёта шаттла составила 15 дней 18 часов 10 минут 52 секунды.
- STS-130 — Индевор (шаттл) 8—22 февраля 2010 года, также в качестве специалиста полёта. Вновь совершил три выхода в открытый космос 12, 14 и 17 февраля, продолжительностью 6 часов 32 минуты, 5 часов 54 минуты и 5 часов 48 минут. Продолжительность полёта шаттла составила 13 дней 18 часов 6 минут 22 секунды.
- SpaceX DM-2 — 30 мая-2 августа 2020 года, пилот. Проведено 4 выхода в открытый космос. Общая продолжительность полета 63 дня 23 часа и 25 минут. Роберт отметил 50-й день рождения на борту МКС.

Общая продолжительность трех полётов астронавта составляет 93 дня 11 часов 41 минут.

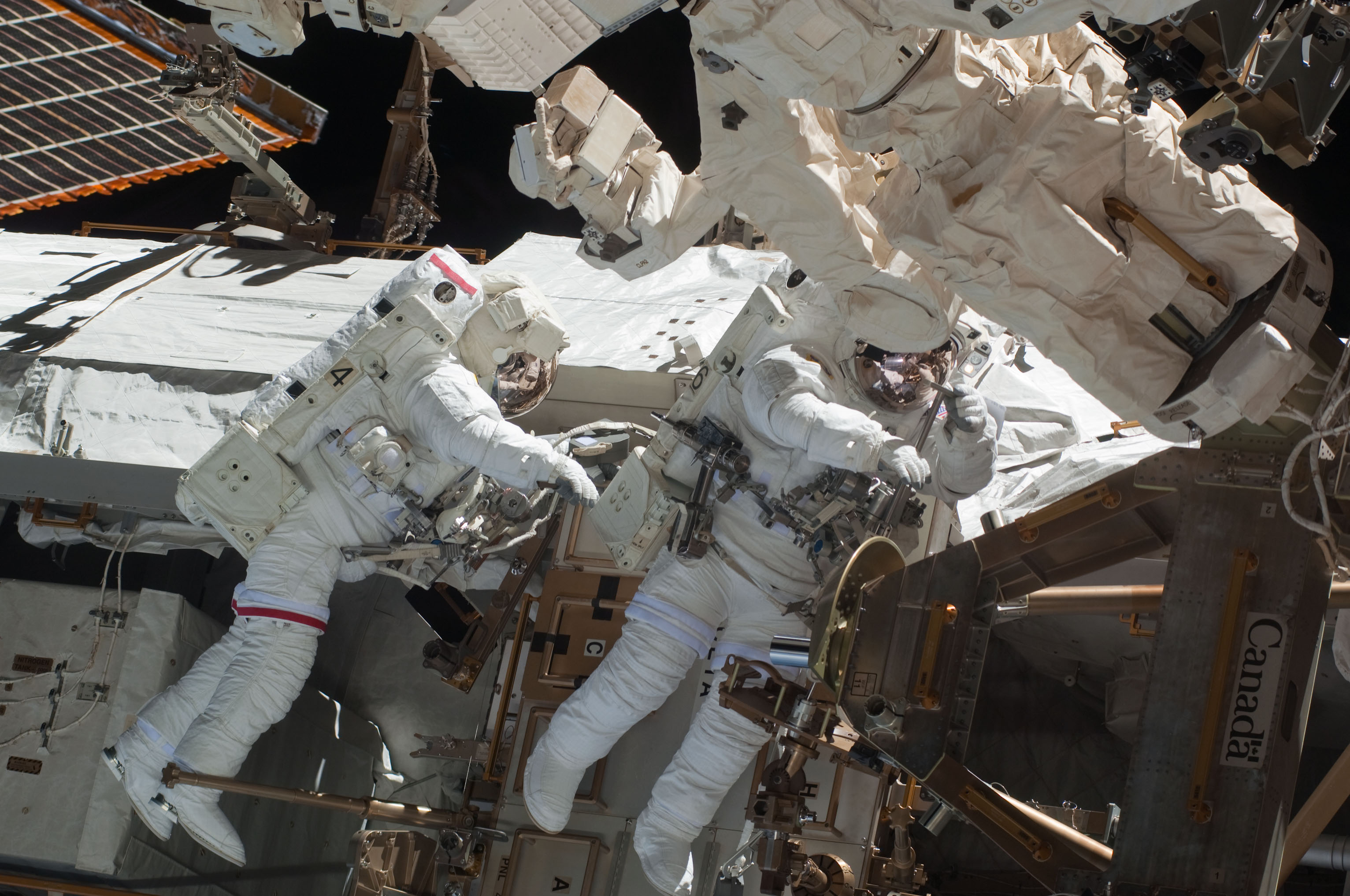
Роберт Бенкен и Николас Патрик в открытом космосе.
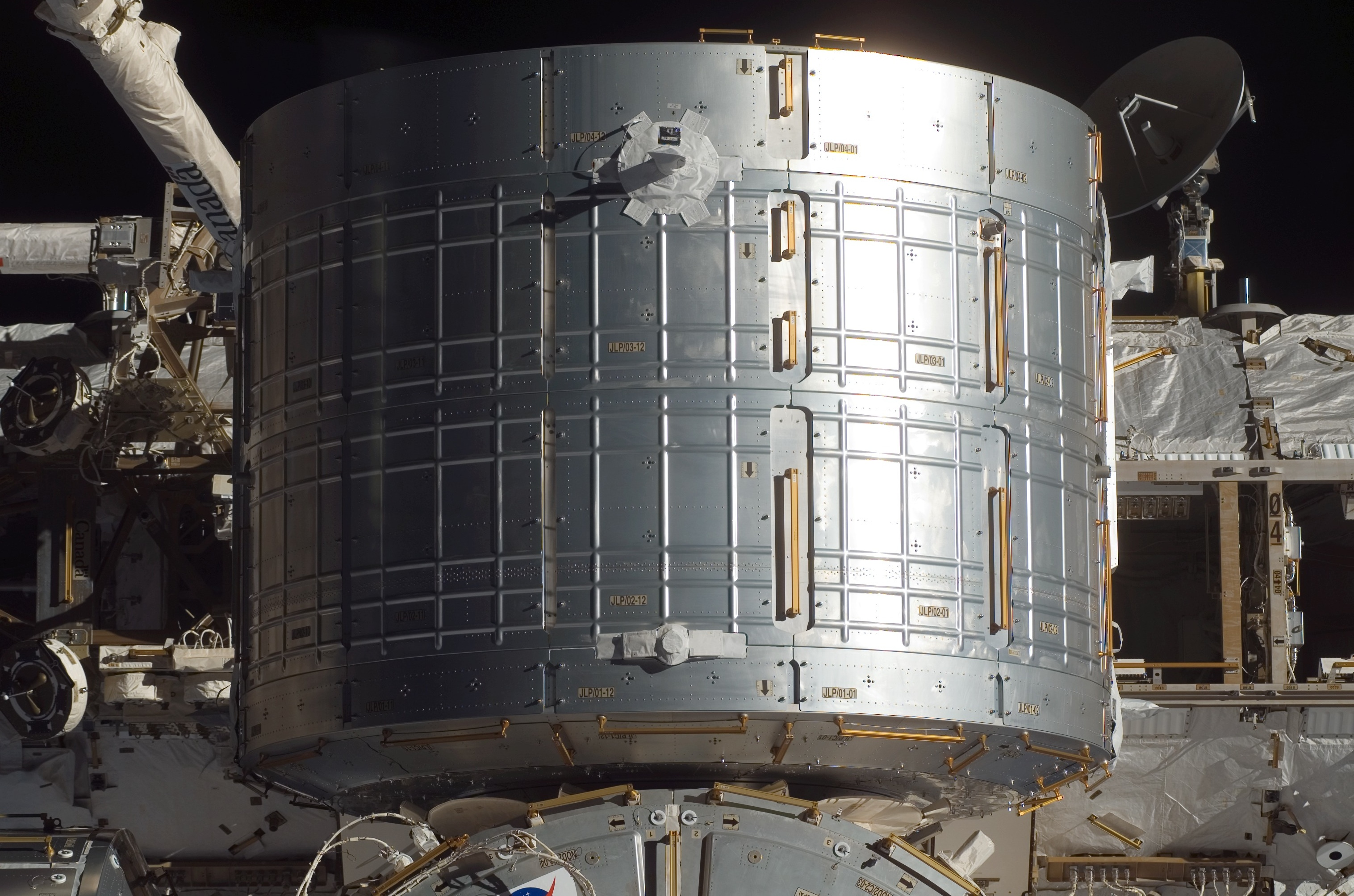
STS-123 — «Кибо» пристыкован к модулю МКС «Гармония»
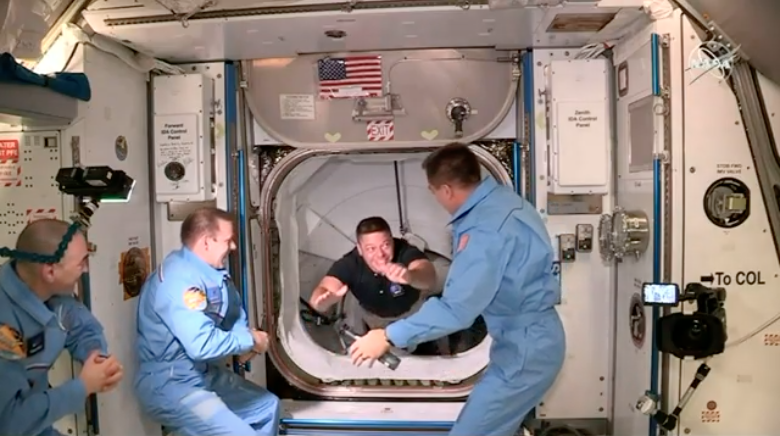
Иван Вагнер, Крис Кэссиди и Анатолий Иванишин встречают на МКС Роберта Бенкена, прибывшего на частном корабле Crew Dragon 31 мая 2020 года

## Награды, премии и достижения
- 1992 год — получил высшее образование в Вашингтонском университете.
- 1993 год — 1996 год — получил диплом Национального научного фонда.
- 1997 год — Научно-исследовательская лаборатория ВВС по боеприпасам.
- 1997 год — Медаль ВВС «За достижения» (Air Force Achievement Medal).
- 1998 год — Медаль «За успехи» (USAF Commendation Medal).
- 1999 год — с отличием заканчивает Школу лётчиков-испытателей ВВС США.
- 2000 год — Медаль «За успехи» (USAF Commendation Medal).
- Премия — «Школьная Премия полковника Рея Джонса лучшему лётчику-испытателю ВВС США» в классе «98B».

## Семья
- Отец — живёт в Сент-Энн.
- Родная сестра — живёт в Хазелвуде (Hazelwood), Миссури.
- Жена — астронавтка НАСА Кэтрин Макартур.
- Сын

Увлечения — скалолазание, пеший туризм и лыжи.